# Сералунга ди Креа
Сералу̀нга ди Крѐа (на италиански: Serralunga di Crea; на пиемонтски: Seralonga 'd Crea, Сералонга ъд Креа) е село и община в Северна Италия, провинция Алесандрия, регион Пиемонт. Разположено е на 240 m надморска височина. Населението на общината е 578 души (към 2010 г.).